# Dactylolabis (Dactylolabis) hispida
Dactylolabis (Dactylolabis) hispida is een tweevleugelige uit de familie steltmuggen (Limoniidae). De soort komt voor in het Nearctisch gebied.